# Sudafrica ai XX Giochi olimpici invernali
Il Sudafrica ha partecipato ai XX Giochi olimpici invernali di Torino, che si sono svolti dal 10 al 26 febbraio 2006, con una delegazione di 3 atleti.

## Sci alpino
| Gara      | Atleta          | 1° manche  | 2° manche  | Tempo totale | Posizione |
| --------- | --------------- | ---------- | ---------- | ------------ | --------- |
| Slalom    | Alexander Heath | non finito |            |              |           |
| Gigante   | Alexander Heath | 1'25"61    | 1'25"81    | 2'51"42      | 27        |
| Super-g   | Alexander Heath | 1'37"77    | 1'37"77    | 1'37"77      | 50        |
| Discesa   | Alexander Heath | 1'59"79    | 1'59"79    | 1'59"79      | 52        |
| Combinata | Alexander Heath | 1'47"62    | non finito |              |           |

## Sci di fondo
| Gara                   | Atleta       | Tempo d'arrivo | Posizione  |
| ---------------------- | ------------ | -------------- | ---------- |
| 15 km tecnica classica | Oliver Kraas | Non finito     | Non finito |
| 50 km tecnica libera   | Oliver Kraas | Non finito     | Non finito |

| Gara        | Atleta       | Qualificazioni | Qualificazioni | Quarti di finale | Quarti di finale | Semifinali | Semifinali | Finale | Finale    |
| Gara        | Atleta       | Tempo          | Pos.           | Tempo            | Pos.             | Tempo      | Pos.       | Tempo  | Posizione |
| ----------- | ------------ | -------------- | -------------- | ---------------- | ---------------- | ---------- | ---------- | ------ | --------- |
| Individuale | Oliver Kraas | 2'27"68        | 57             | Non finito       | Non finito       |            |            |        | 57        |

## Skeleton
| Gara             | Atleta      | Manche 1 | Manche 2 | Totale  | Posizione |
| ---------------- | ----------- | -------- | -------- | ------- | --------- |
| Singolo maschile | Tyler Botha | 59"43    | 1'00"63  | 2'00"06 | 21        |